# Banks (zpěvačka)
Jillian Rose Banks (* 16. června 1988 Orange County, Kalifornie), lépe známá pod svým uměleckým jménem Banks, je americká zpěvačka, skladatelka a básnířka. Po vydání dvou EP Fall Over a London v roce 2013 a umístění na 3. místě v anketě Sound of 2013 vydala 5. září 2014 své debutové album Goddess, které bylo pozitivně hodnoceno současnými hudebními kritiky. Album se vyšplhalo na 12. místo v americkém žebříčku Billboard 200. Její druhé studiové album The Altar bylo vydáno 30. září 2016 s podobným pozitivním ohlasem. Její třetí album III bylo vydáno 12. července 2019 a stalo se dosud jejím nejoceňovanějším albem.

## Diskografie

### Alba
- Goddess (2014)
- The Altar (2016)
- III (2019)
- Serpentina (2022)
- Off with Her Head (2025)

### EP
- Fall Over (2013)
- London (2013)
- Live and Stripped (2020)